# 不丹—尼泊爾關係
不丹－尼泊爾關係，是指不丹和尼泊爾之間的雙邊關係。兩國關係於1983年正式建立。兩個喜馬拉雅國家都是內陸國家，只有印度錫金邦分開。兩國都與印度和中華人民共和國接壤。然而，由於不丹難民危機，目前的關係狀況依然緊張。

## 狀況
不丹和尼泊爾都是喜馬拉雅山國家，直到2008年，尼泊爾也是君主國，雙方曾因爭奪錫金而戰。這兩個國家都是南亞區域合作聯盟（南盟）的創始成員。尼泊爾-不丹友好和文化協會1969年在加德滿都成立，以促進雙方良好關係。兩國於1983年正式建交。不丹國王吉格梅·辛格·旺楚克於1987年訪問了尼泊爾，參加了第三次南盟首腦會議。尼泊爾已故國王比蘭德拉於到1988年到不丹參加了南盟會議。最近，不丹總理於2002年訪問了尼泊爾。不丹的總理策林·托傑于2015年訪問了尼泊爾并出席南盟首腦會議。

## 難民危機
兩國面臨的一個主要問題是居住在尼泊爾東部七個聯合國難民專員辦事處難民營中的不丹難民。他們的數字估計從85,000人到107,000人不等。雖然大多數難民都聲稱擁有不丹國籍，但不丹聲稱他們是“自願移民”，他們喪失了公民權利，否定了他們的難民身份。大多數難民是尼泊爾裔尼泊爾血統的印度教徒洛昌人，他們很早已定居在不丹。幾個叛亂團體，包括那些擁有毛派分子的叛亂團體，來自難民營，不丹安全部隊在2008年議會選舉之前指責在不丹爆發一系列的爆炸事件。經過多年的談判和努力沒有取得任何成果，其他幾個國家，尤其是美國同意吸納6萬難民。

## 貿易
兩國貿易的增長受到難民危機的影響。 2008-09年，不丹對尼泊爾的出口量為3億盧比。而尼泊爾對不丹的出口則為2億盧比。2004年，尼泊爾和不丹簽署協議，將帕羅和加德滿都之間的航班數量從每週兩次增加到每週七次。兩國商會代表團已經互訪，最近兩國舉行了聯合秘書級會談，以達成貿易協議。

## 外交机构
两国均未在对方国家的首都设置大使馆，仅以 印度大使馆兼辖对方国家的事务。